# أغتشة لو
أغتشة لو هي قرية في مقاطعة شاهين دج، إيران. يقدر عدد سكانها بـ 278 نسمة بحسب إحصاء 2016.